# Complicité (roman)
Complicité —  Malice Aforethought  dans l'édition originale britannique — est un roman policier britannique de Francis Iles, nom de plume d’Anthony Berkeley, publié en 1931.

## Résumé
Le Dr Bickleigh, médecin dans le Devon a fait un mauvais mariage : sa femme, Julia, est une épouse dominatrice et acariâtre. Quand le docteur rencontre Madeleine, une femme plus jeune qui semble s'intéresser à lui et auprès de qui il se sent revivre, il cherche à enclencher des procédures de divorce. Mais ses espoirs s'évanouissent bientôt et, pour épouser Madeleine, le Dr Bickleigh envisage de mettre à profit ses connaissances médicales en toxicologie pour assassiner Julia.
Sa méthode est d'un suprême raffinement : il empoisonne sa victime à petites doses, causant chez elle d'intenses maux de tête qui ne sont soulagés que par le recours à la morphine, dont elle prend accidentellement, un jour, une dose fatale.
Une fois son forfait commis, le docteur est toutefois soupçonné par Madeleine qui se détourne de lui et épouse un autre homme. Si les gens des environs croient que Julia s'est suicidée à cause d'un mariage malheureux, Madeleine n'est pas dupe, et le docteur comprend bientôt qu'elle a tout deviné. Aussi cherche-t-il à l'empoisonner, elle et son mari, à l'aide d'une culture de bactéries toxiques mêlée à de la nourriture. Cette fois, les victimes s'en sortent, et la police exhume le corps de la défunte Julia Bickleigh pour accuser son mari de meurtre.

## Particularités du roman
Il s’agit d’un des tout premiers exemples, resté célèbre, de récit criminel employant la structure narrative de la méthode d‘investigation inversée (en), inventée en 1912 par R. Austin Freeman. À l’inverse du whodunit classique, l’identité de l’assassin est ici révélée dès les premières lignes du récit, donnant la possibilité au lecteur de se mettre dans la peau du meurtrier, de saisir ses motivations et de le voir élaborer son plan.
Pour développer la figure de son tueur, Anthony Berkeley s’est inspiré de deux véritables affaires criminelles : celle de Herbert Rowse Armstrong (en) et celle du Doctor Crippen.

## Honneur
Complicité occupe la 16e place au classement des cent meilleurs romans policiers de tous les temps établi par la Crime Writers' Association en 1990.

## Éditions
Édition originale en anglais
- (en) Francis Iles, Malice Aforethought, Londres, Gollancz, 1931

Éditions françaises
- (fr) Francis Iles (auteur) et Edmond Michel-Tyl (traducteur), Complicité [« Malice Aforethought »], Paris, Éditions Gallimard, 1939, 252 p. (BNF 32449186)
- (fr) Francis Iles (auteur) et Edmond Michel–Tyl (traducteur), Complicité [« Malice Aforethought »], Paris, Éditions Gallimard, coll. « La Méridienne », 1953, 255 p. (BNF 32269239)

NotePar mégarde, l’édition Folio de 1972 donne sous le titre Complicité le texte de Préméditation, un autre roman signé Francis Iles, et vice versa.

## Adaptations
- 1979 : Malice Aforethought, mini-série britannique en quatre épisodes de Cyril Coke, avec Hywel Bennett.
- 2005 : Malice Aforethought, téléfilm britannique de David Blair, avec Ronnie Masterson.